# Drugovo (kommun)
Drugovo var en kommun i Nordmakedonien. Den låg i det som nu är Kičevo i den västra delen av landet, 70 kilometer sydväst om huvudstaden Skopje. Antalet invånare var 2 961.